# Can Peitx
Can Peitx és una casa eclèctica de Tiana (Maresme) inclosa a l'Inventari del Patrimoni Arquitectònic de Catalunya.

## Descripció
És un edifici civil. A la façana hi ha alguns elements de tipus neoclàssic, com una sèrie de columnes que tanquen un espai semicircular de la part frontal.
No obstant la manca de criteris per valorar l'edifici, ja que no ha estat possible accedir-hi per fer la descripció tipològica, cal dir que destaca un interessant mur que tanca el jardí que el circumda. La part superior del mur presenta una forma ondulada que visualment alleugereix el volum del mur.
L'entrada al jardí es fa a través d'un reixat de ferro, amb reganyols decoratius i un fanal incorporat a la part superior, amb les inicials R. O.

## Història
Construït l'any 1880. El mur probablement és més antic.
Amb les obres 2020-2012, de l'antiga casa no en queda res, restant l'aspecte de la foto de sota.

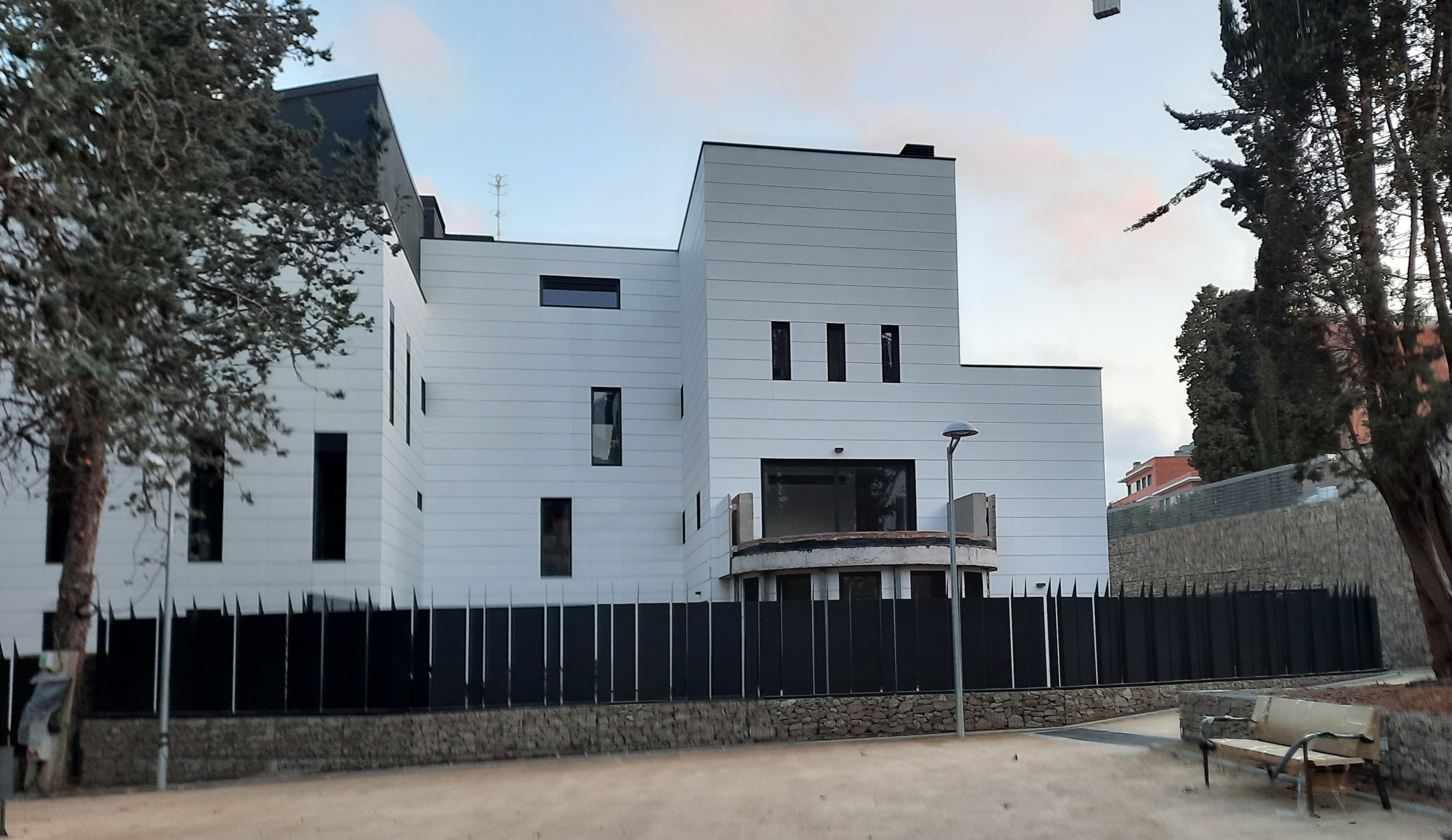
Situació actual (2021)

Una part de l'antic jardí, serà d'ús públic.